# Rain レイン
Rain レイン（Three Days of Rain）とは、2003年公開のアメリカ製作による映画。日本では劇場未公開であるがDVDで発売された。主演は、『ワイルダー・デイズ』、『25年目のハッピー・クリスマス』に出演したピーター・フォーク、『ランド・オブ・プレンティ』で脚本を担当したマイケル・メレディスが脚本と監督を務めた。上映時間98分。

## 概略
19世紀、ロシアの劇作家としてあまりに有名なアントン・チェーホフが手がけた代表的な短編作品の幾つかを基に映像化したヒューマンドラマ。近未来の時代、廃墟となったビルばかりが建ち並ぶある街を舞台に、6組の男女が悲劇と苦悩に苛まれ、それぞれが自身の運命に向き合う様を克明に描いた破滅的で幻想的な群像ドラマ。
難解なシナリオを演出したのは、マイケル・メレディス監督。『ベルリン・天使の詩』でピーター・フォークを起用し、2004年監督作『ランド・オブ・プレンティ』でメレディスと組んだヴィム・ヴェンダースが製作総指揮を担当した。尚、この作品はヨーロッパ各国の映画祭に出品された。

## スタッフ
- マイケル・メレディス/監督、脚本
- ヴィム・ヴェンダース/製作総指揮

## キャスト
- ピーター・フォーク
- ジェイソン・パトリック
- ロバート・キャラダイン
- ドン・メレディス
- ブライス・ダナー
- ヘザー・カフカ

## 出品歴
- ベルリン国際映画祭
- カンヌ国際映画祭
- モントリオール国際映画祭